# Stromboli
Pour les articles homonymes, voir Stromboli (homonymie).
Stromboli, en italien Isola di Stromboli, est une île volcanique d'Italie faisant partie des îles Éoliennes située au nord de la Sicile, dans le bassin tyrrhénien de la mer Méditerranée.
L'île sur laquelle se trouve le volcan homonyme, le Stromboli, fait administrativement partie de la commune de Lipari.

## Toponymie
Le nom provient du grec ancien στρογγύλη / strongyle, littéralement « la ronde » (de στρογγύλος / strongýlos, « rond ; arrondi »), donné à l'île en raison de son pourtour circulaire, qui a aussi nommé le strombe (de στρóμβος / strómbos, « tourbillonnant, spiralé »).
Les Strombolani (habitants de l'île) appellent le volcan Struognoli en sicilien. Plus communément, il est appelé Iddu, « Lui » en sicilien, car les habitants personnifient le volcan, ils vivent avec « lui » selon ses humeurs.

## Géographie

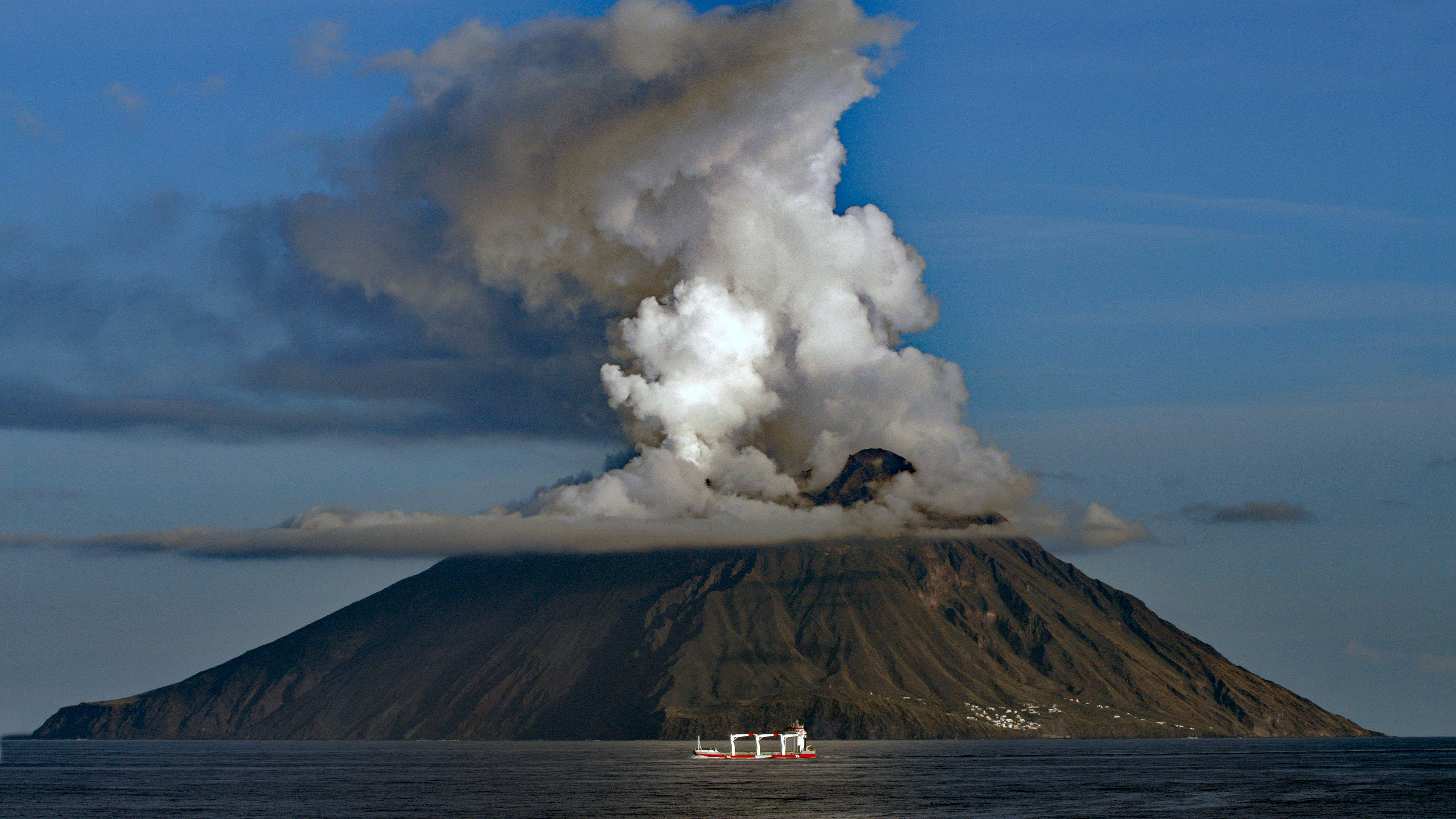
Vue générale du Stromboli depuis la mer.

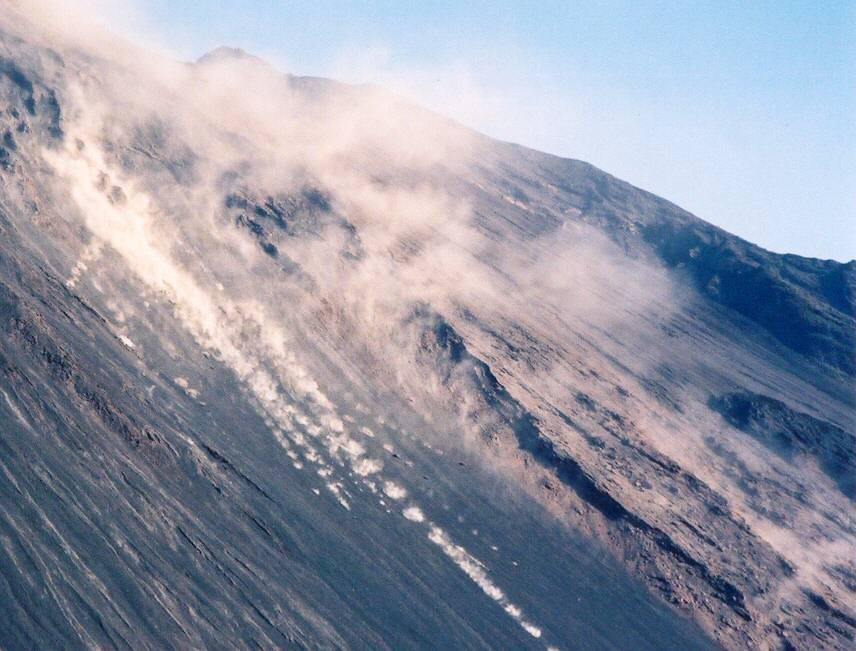
Sciara del Fuoco.

Le Stromboli est un volcan situé au nord-est du Vulcano, un autre volcan actif de l'archipel des Éoliennes. L'île de Stromboli est la plus septentrionale et la plus orientale des îles de l'archipel, si l'on fait exception de l'îlot Strombolicchio, situé  immédiatement à l'est. Stromboli est séparé de Vulcano par Panarea, reste majeur d'un volcan explosé, et par l'île Lipari. La distance séparant l'extrémité nord-est de Vulcano et le point le plus méridional de Stromboli est d'environ 24 nautiques, soit environ 44 km.
L'île présente un aspect conique typique aux volcans et sa particularité réside dans les éruptions régulières (à raison de plusieurs chaque heure) visibles de loin, de nuit, qui lui ont valu le surnom de « phare de la Méditerranée ».
Le sommet du volcan, reste des anciens cratères Serra di Vancura et Cima dello Stromboli, laisse voir en contrebas vers le nord-ouest, les cratères actifs. Il est également possible d'observer depuis la mer la chute des projections incandescentes le long d'un toboggan naturel, situé sur la face nord-ouest de l'île et nommé Sciara del Fuoco (allée du feu). La partie active du volcan s'est formée il y a moins de cinq mille ans et est en éruption quasi continue. Elle émet des produits moins siliceux que les anciennes éruptions, alors que l'inverse est plus souvent constaté dans le reste de l'archipel. La totalité de l'édifice volcanique prend naissance à 2 000 m sous la mer, la partie émergée culminant à 924 m,.
Administrativement, l'île fait partie de la commune de Lipari et de la région (autonome) de Sicile. Elle s'étend sur 12,6 km2 et fait partie des sept îles Éoliennes. À quelques centaines de mètres au nord de l'île, émerge le Strombolicchio, reste d'une ancienne cheminée vieille de deux cent mille ans. Cette petite île abrite un phare automatisé de la marine.

## Histoire

### Histoire éruptive

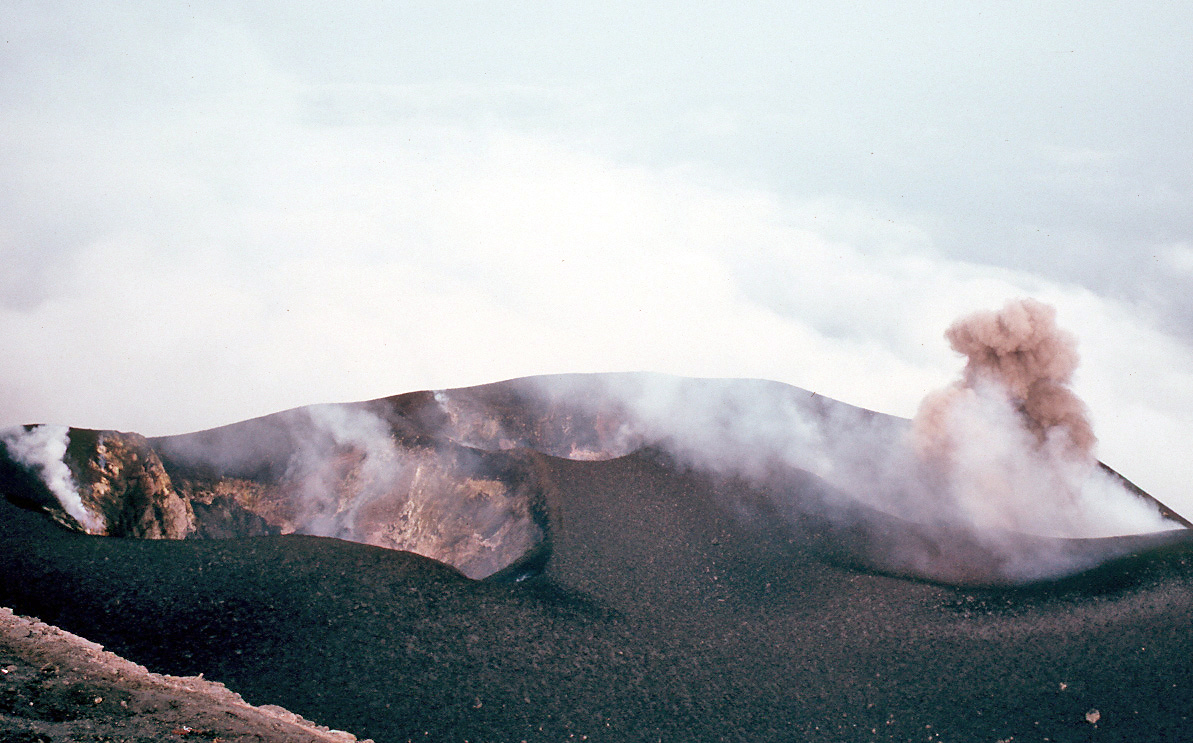
Une éruption du volcan.

Éruption (animée).

Le volcan de Stromboli est le plus régulièrement actif des volcans européens. Il est couronné d'un panache de gaz et ses éruptions se produisent à la fréquence moyenne de quelques minutes ou dizaines de minutes, souvent avec une surprenante régularité.
L'activité typique du Stromboli est l'envoi à intervalles réguliers des gerbes de projectiles incandescents, les explosions stromboliennes. Le volcan étant actif depuis l'Antiquité, on a pu penser que son activité était restée la même, mais aucun texte ancien ne mentionne ce phénomène à l'exception d'une scholie dans les Argonautiques d'Apollonios de Rhodes (IV-761-5 a), et des recherches récentes suggèrent que ce genre d'activité n'a commencé qu'au Moyen Âge. Tout aussi inexacte est la prétendue régularité des explosions et cette idée reçue a été la cause de plusieurs accidents graves. Il est vrai que le régime ordinaire du volcan consiste en des projections de fragments de lave (scories et bombes) toutes les quelques dizaines de minutes, mais des arrêts éruptifs peuvent durer plusieurs jours ou plusieurs mois pendant lesquels ne s’exhalent que des fumerolles. Inversement, il arrive que des paroxysmes soudains forment une colonne sombre de vapeurs et de cendres d’où pleuvent de gros projectiles sur l’île tout entière.

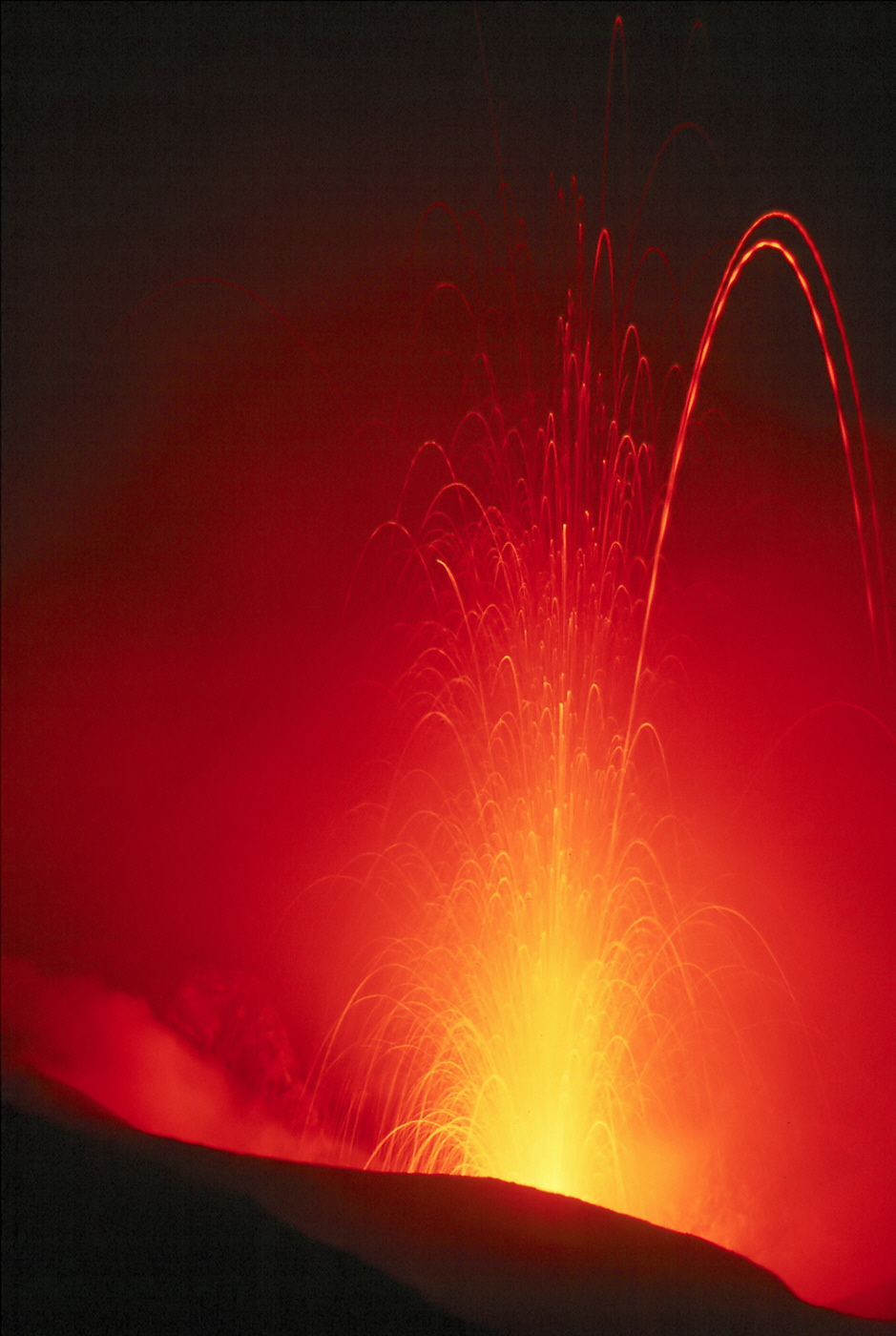
Éruption du Stromboli en 1980.

En 1916, puis en 1919, des blocs de plusieurs tonnes défoncèrent des maisons de San Bartolo et Ginostra. L’éruption de 1930, très violente, fit entendre ses explosions à 60 kilomètres et produisit même une nuée ardente qui tua six personnes au débouché du Vallonazzo, un profond ravin du flanc nord et un raz-de-marée. D’autres manifestations importantes, accompagnées de coulées de lave, ont eu lieu en 1954-1955, 1966-1967, 1971, novembre 1975 et 1985-1986.
Le 30 décembre 2002, une émission de lave a entraîné l’écroulement catastrophique d’une partie de la Sciara : l’arrivée de l’« avalanche de débris » dans la mer déclencha un tsunami qui ravagea les côtes de l’île. La coulée de lave émise par une bouche en haut de la Sciara dura pendant plus de six mois. Le 5 avril 2003, une explosion paroxysmique analogue projeta des blocs vers le nord-est et vers le sud jusque sur les maisons de Ginostra : les autorités interdirent aux touristes l’accès du sommet. Puis le volcan reprit son rythme habituel. Mais le 27 février 2007, d’abondantes coulées pénétrèrent dans la mer et furent suivies, le 15 mars, par une nouvelle explosion paroxysmique. Des explosions moins violentes, quoique redoutables, se sont produites en 2010 et 2013. Pendant l'été 2014, plusieurs coulées de lave ont à nouveau sillonné la Sciara. Une forte reprise d'activité est observée également fin 2017. Le 3 juillet 2019, selon l’Institut national italien de géophysique (INVG), deux fortes explosions se sont produites autour de 16 h 46 sur le versant centre-sud du cratère du volcan, précédées de coulées de lave « depuis toutes les bouches actives », projetant un panache de fumée de deux kilomètres de haut. La chute des lapilli provoque des incendies dans la zone des roseaux. Un randonneur est tué.

### Histoire humaine
L'île est connue, fréquentée et habitée depuis l'Antiquité. Son économie traditionnelle se basait sur des productions agricoles typiquement méditerranéennes : olives, vignes, figues, pêche (anchois) et sur l'exportation de pouzzolane. Jusqu'au XIXe siècle, cette économie était florissante et l'île comptait jusqu'à 4 000 habitants. Après l'unité italienne, la modification des conditions économiques due au recul des cultures vivrières, la répétition d'éruptions et de tremblements de terre et enfin le mildiou — qui, dans les années trente, détruisit la plus rentable des cultures locales, celle des vignes — entraînèrent l'émigration essentiellement vers l'Australie et l'Amérique, au point que l'île fut presque à l'abandon.

## Démographie

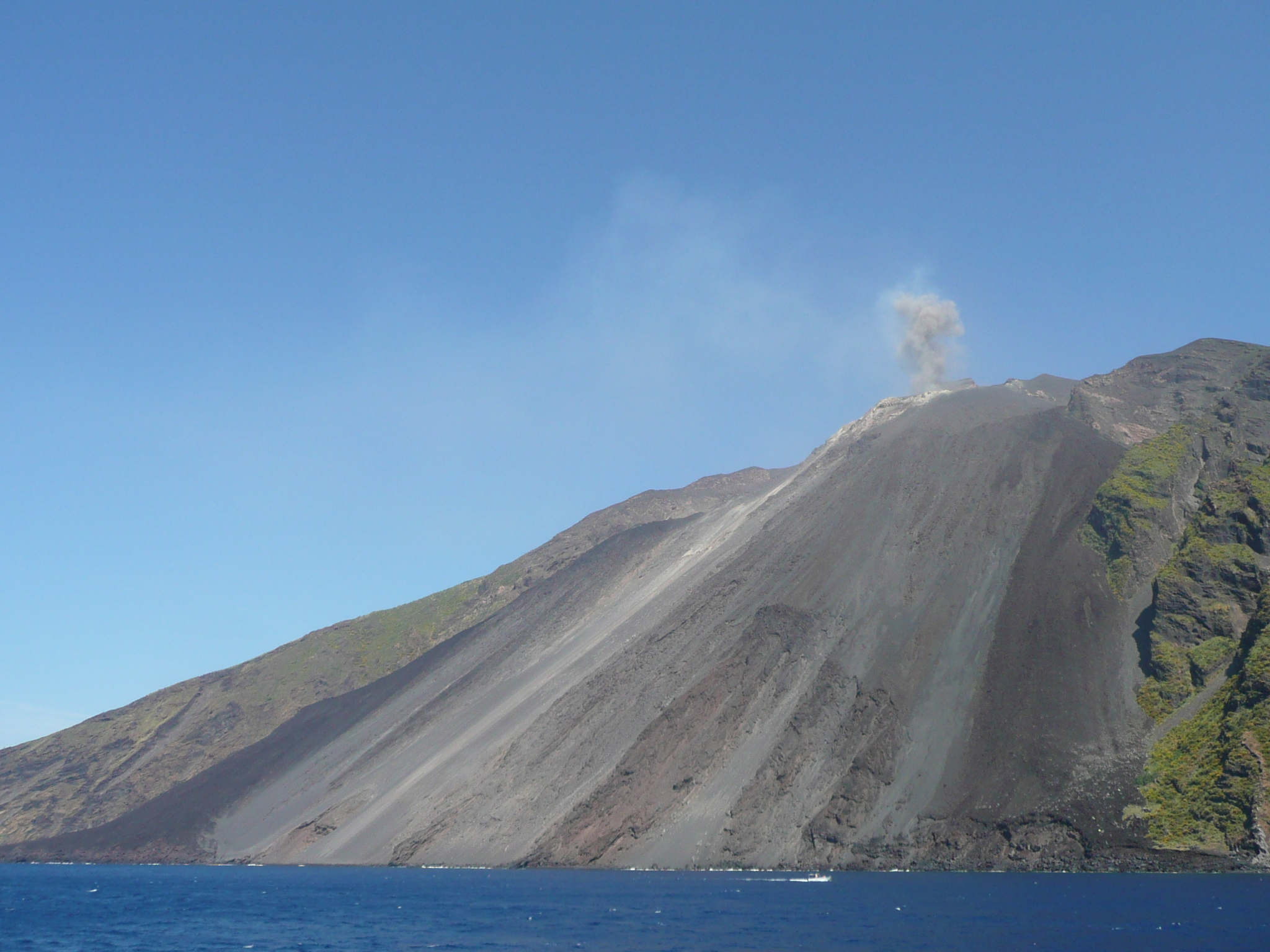
Stromboli, le 5 juin 2009.

Le principal village habité est Stromboli, dans le Nord-Est de l'île. Il est formé par les quartiers de San Vincenzo (anciennement bourg des agriculteurs), Scari, San Bartolo, Ficogrande (anciennement bourg des armateurs) et Piscità près de la plage.
Au sud-ouest se trouve le village de Ginostra, uniquement accessible depuis le sommet par un sentier difficile, ou bien par la mer. Il n'y réside qu'une dizaine d'habitants en hiver. Ginostra s'enorgueillit du titre de porto più piccolo d'Italia (« plus petit port d'Italie »), les bateaux de ligne y accostent avec peine et les marchandises étaient encore récemment transportées à terre à dos d'âne.
Les résidents de l'île sont exactement 499 (nombre de votants en avril 2006), mais seulement 350 personnes restent pendant l'hiver ; les autres émigrent principalement vers Lipari, Salina et la Sicile. L'été, et selon la période, on dénombre dans l'île de 3 000 à 5 000 personnes. Beaucoup d'habitants de l'île ont cependant une maison à Milazzo (port de partance pour l'île), dans la province de Messine, et vont sur l'île seulement pendant quelques mois.
L'île possède une école primaire et un collège pour les quelques jeunes résidant sur l'île. En principe, après l'école primaire, les enfants vont au collège à Lipari, où sont présents différents lycées.

## Économie

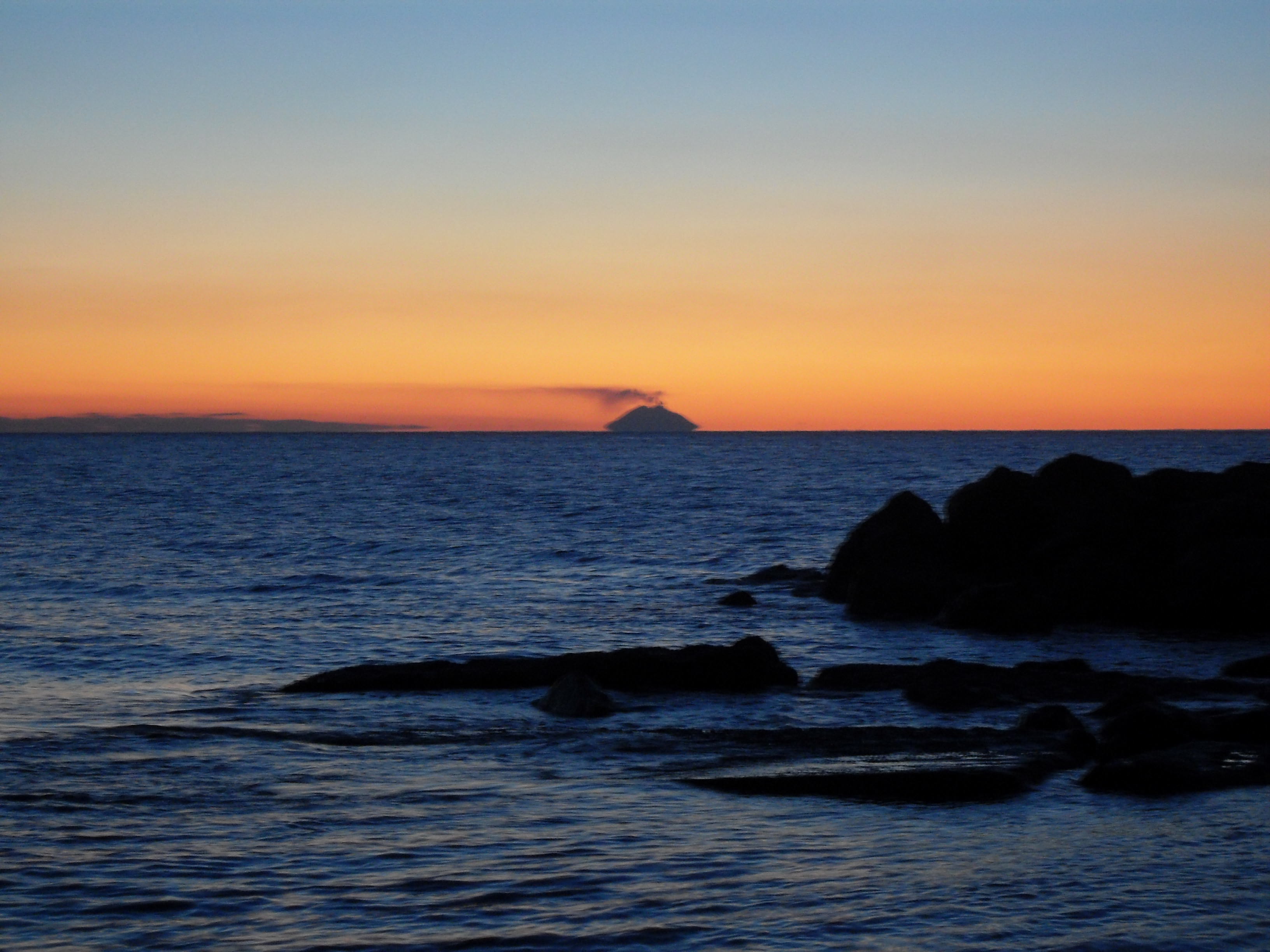
Le Stromboli vu de la baie de Campora San Giovanni.

### Tourisme
Le flux touristique vers l'île, qui constitue actuellement la principale ressource économique de l'île de Stromboli, fut jusqu'à la fin des années 1970, surtout représenté par des personnes à la recherche d'un environnement particulier, encore naturel et intègre et privé des commodités (il n'y avait au début ni eau ni électricité). Dans les décennies successives, le manque de commodités s'est réduit et le tourisme a beaucoup augmenté, même s'il est globalement resté limité à la saison estivale. En effet, au cours de l'été, l'île est particulièrement indiquée à ceux qui cherchent le calme et les petites plages tranquilles, loin du trouble des grands centres touristiques bondés, comme les Giardini-Naxos dans la baie de Messine. Tandis que Panarea attire les amateurs de discothèques, les visiteurs de l'île de Stromboli cherchent la tranquillité et c'est pour cette raison que les autorités locales interdisent la diffusion de musique dans les lieux publics à partir de 2 h du matin.
En outre, des excursions avec guides expérimentés sont organisées quotidiennement vers le volcan. Le sommet n'est plus accessible aux randonneurs depuis l'épisode éruptif de 2019. Après plusieurs mois d'interdiction d'accès au-delà de 290 m d'altitude avec un guide, il est, depuis avril 2023, à nouveau possible de rejoindre seul le point de vue à 290 m, et avec guide celui des 400 m d'altitude. La prudence des autorités se justifie par l'impossibilité de prévoir les plus fortes explosions. Le tracé du chemin a été entièrement modifié après l'incendie ayant ravagé l'île en mai 2022, et les coulées de boue qui en résultèrent.
Il est également possible d'observer depuis la mer la chute des projections incandescentes le long d'un toboggan naturel, situé sur la face nord-ouest de l'île et nommé Sciara del Fuoco.
Le plaisancier ne trouvera à Stromboli aucun amarrage convenable et les fonds en pente abrupte (50 m à quelques dizaines de mètres du rivage) interdisent tout mouillage sérieux. La seule solution consiste à s'amarrer à l'un des corps morts situés au sud-ouest de l'île. Ces corps morts appartiennent à des pêcheurs locaux qui, ayant tiré leurs barques à terre à la venue de l'été pour profiter de la manne touristique, peuvent les louer à la journée.

## Au cinéma
L'île de Stromboli apparaît dans plusieurs films :
- en 1949, le film Stromboli terra di Dio de Roberto Rossellini avec Ingrid Bergman fait connaître l'île au grand public et lance le tourisme[11],[12] ;
- en 1960, le film L'avventura de Michelangelo Antonioni met en scène Léa Massari et Monica Vitti dans le décor volcanique des îles éoliennes ;
- en 2019, dans le film franco-belge Sybil, l'héroïne jouée par Virginie Efira se rend sur l'île pour aider une de ses patientes qui y tourne un film[13] ;
- en 2022, dans le téléfilm L'Île de mes démons, une femme participe à une retraite introspective sur l'île de Stromboli quand ses vacances tournent mal.

## Dans la culture
Ce fut le cinéaste Roberto Rossellini qui, en 1949 avec son film Stromboli terra di Dio attira l'attention du public et lança le tourisme, aujourd'hui ressource économique quasi exclusive de l'île. Auparavant, en 1864, Jules Verne fait connaître le Stromboli grâce à son roman Voyage au centre de la Terre où les héros quittent le monde souterrain lors d'une éruption du volcan.